# Safia albidiscatella
Safia albidiscatella là một loài bướm đêm trong họ Noctuidae.